# Jertfele împăcării
„Jertfele împăcării” este o poezie scrisă de George Coșbuc, publicată în 1893 în volumul Balade și idile.

## Legături externe
- Poezia „Jertfele împăcării” la wikisursă